# Роздолля (Берестинський район)
Роздо́лля —  село в Україні, у Берестинському районі Харківської області. Населення становить 71 осіб. Орган місцевого самоврядування — Наталинська сільська громада.

## Географія
Село Роздолля знаходиться на річці Вошивенька, вище за течією примикає село Софіївка, нижче за течією примикає село Ясна Поляна. Річка в цьому місці пересихає, на ній зроблено кілька загат.

## Історія
- 1780 - дата заснування.

## Населення
Згідно з переписом УРСР 1989 року чисельність наявного населення села становила 85 осіб, з яких 36 чоловіків та 49 жінок.
За переписом населення України 2001 року в селі мешкали 72 особи.

### Мова
Розподіл населення за рідною мовою за даними перепису 2001 року:
| Мова       | Відсоток |
| ---------- | -------- |
| українська | 95,77 %  |
| російська  | 2,82 %   |
| молдовська | 1,41 %   |

## Економіка
- Молочно-товарна ферма.